# Перес, Леянис
Леянис Перес Эрнандес (исп. Leyanis Pérez Hernández; род. 10 января 2002, Пинар-дель-Рио) — кубинская легкоатлетка, которая специализируется в тройном прыжке, бронзовый призёр чемпионата мира 2023 года.

## Карьера
Прыгнув на 14,15 метров 21 марта 2020 года кубинка продемонстрировала пятнадцатый прыжком тройным в мире в том сезоне и первым результатом среди юниорок.
Она прошла квалификацию на Олимпийские игры 2020 года в мае 2021 года, прыгнув на 14,46 метров (с помощью ветра), а затем на 14,32 метра, однако в самой Олимпиаде, приняв участие, даже не вышла на старт.
На чемпионате мира 2022 года в Юджине, Перес улучшив свой личный рекорд и прыгнув на 14,70 метров, заняла итоговое четвёртое место.
В 2023 году на чемпионате мира в Будапеште Леянис заняла третье место в тройном прыжке с результатом 14,96 метров.

## Основные результаты
| Год  | Соревнование   | Место проведения  | Место | Результат |
| ---- | -------------- | ----------------- | ----- | --------- |
| 2022 | Чемпионат мира | Юджин, США        | 4     | 14,70 м   |
| 2023 | Чемпионат мира | Будапешт, Венгрия | 3     | 14,96 м   |